# دار الحمراء (رصد)

تعديل مصدري - تعديل

دار الحمراء هي إحدى قرى عزلة القارة بمديرية رصد التابعة لمحافظة أبين، بلغ تعداد سكانها 32 نسمة حسب تعداد اليمن لعام 2004.